# Чиполлоне, Пит
Питер «Пит» Чиполлоне (англ. Peter "Pete" Cipollone; род. 5 февраля 1971, Мариетта, Огайо) — американский гребной рулевой, выступавший за сборную США по академической гребле в период 1989—2004 годов. Чемпион летних Олимпийских игр в Афинах, четырёхкратный чемпион мира, победитель и призёр многих регат национального значения.

## Биография
Питер Чиполлоне родился 5 февраля 1971 года в городе Мариетта, штат Огайо. Приёмный сын известной немецкой гребчихи Габриеле Кюн, двукратной олимпийской чемпионки.
Учился в старшей школе в Филадельфии, затем поступил в Калифорнийский университет в Беркли. Проходил подготовку в Принстонском тренировочном центре в Нью-Джерси.
Дебютировал в гребле на международной арене в 1989 году, выступив в распашных рулевых четвёрках на юниорском мировом первенстве в Сегеде.
Первого серьёзного успеха на взрослом международном уровне добился в сезоне 1994 года, когда вошёл в основной состав американской национальной сборной и побывал на домашнем чемпионате мира в Индианаполисе, откуда привёз награду серебряного достоинства, выигранную в четвёрках — в финале уступил только команде Румынии.
В 1995 году в четвёрках одержал победу на мировом первенстве в Тампере. Успешно выступил на Панамериканских играх в Мар-дель-Плате, где стал серебряным призёром в двойках и победил в восьмёрках лёгкого веса.
На мировом первенстве 1997 года в Эгбелете был лучшим в восьмёрках. В той же дисциплине повторил это достижение на аналогичных соревнованиях 1998 года в Кёльне и 1999 года в Сент-Катаринсе, став таким образом четырёхкратным чемпионом мира по академической гребле.
В 2000 году стартовал в восьмёрках на летних Олимпийских играх в Сиднее, однако здесь занял лишь пятое место.
На мировом первенстве 2002 года в Севилье получил бронзу в восьмёрках.
В 2003 году побывал на чемпионате мира в Милане, откуда привёз награду серебряного достоинства, выигранную в восьмёрках.
Благодаря череде удачных выступлений удостоился права защищать честь страны на Олимпийских играх 2004 года в Афинах. В составе экипажа-восьмёрки в финале обошёл всех своих соперников и тем самым завоевал золотую олимпийскую медаль. Это была первая победа американских гребцов в данной дисциплине с 1964 года, здесь они также установили мировой рекорд, показав время 5:19,85. Вскоре по окончании этих соревнований принял решение завершить спортивную карьеру.